# Первомайський краєзнавчий музей (Миколаївська область)
Первома́йський краєзна́вчий музе́й — краєзнавчий музей у місті Первомайськ Миколаївської області, філія Миколаївського обласного краєзнавчого музею.

## Окружний музей
18 грудня 1927 року був відкритий Окружний краєзнавчий музей Первомайщини імені Ф. Е. Дзержинського. Він містився у двоповерховій кам'яній будівлі на теперішній вулиці Миколи Вінграновського. Загальна виставкова площа сягала 430 м². Ініціатором створення та першим директором музею став П. В. Харлампович.
Музей складався з відділів:
- природничого;
- сільськогосподарського;
- історико-археологічного з нумізматичною колекцією.

На початок німецько-радянської війни в музеї зберігалось більше 20 тисяч предметів. Основу музейної колекції склали матеріали, зібрані під час археологічних експедицій 1927—1932 років, зокрема більшість віднайдених артефактів Бозької експедиції НКО УСРР під керівництвом Ф. А. Козубовського.
Музей припинив своє існування з окупацією міста у серпні 1941 року.

## Народний музей
У 1971 році ініціативна група місцевих краєзнавців на чолі з Р. В. Кучерявим домоглася створення комісії з організації історико-краєзнавчого музею. Головою комісії був обраний тодішній голова виконкому Первомайської міської ради О. Ф. Щербина, а заступником голови комісії — Р. В. Кучерявий. Тоді ж місцевою владою було підібране приміщення на розі вулиці Леніна (нині — Грушевського) і Піонерського провулку, яке за своєю архітектурою найбільше підходило для музею.
Восени 1972 року відбулося відкриття музею, який діяв на громадських засадах. У трьох кімнатах були розміщені експонати, які умовно ділились на три періоди: старовина, радянський період, сучасність. Новий музей швидко завоював популярність у населення. Вже першого року його роботи музей відвідали і відомі особистості, такі як Андрій Ярмульський і Микола Вінграновський, які залишили свої записи у книзі відвідувачів. Протягом 1973 року музей відвідало близько 20 тисяч відвідувачів.
У 1976 році виникло питання будівництва нової адміністративної будівлі в центрі міста, яка мала розташуватися на місці будівлі краєзнавчого музею. Тому рішенням виконкому Первомайської міської ради під краєзнавчий музей було виділене приміщення по вулиці Дзержинського (нині — Театральна). Оскільки дане приміщення не відповідало вимогам музею, була проведена його реконструкція силами РБУ-5. Згідно договору з Київським комбінатом декоративно-прикладного мистецтва був розроблений проект оформлення музею, автором якого став художник А. Я. Деркач. В оформленні музейної експозиції також брав участь художник Л. А. Жабинський.
Оновлений Первомайський краєзнавчий музей був відкритий для відвідувачів у червні 1985 року.